# Bæredygtighed
Bæredygtighed er en betegnelse for, hvordan mennesker kan leve sammen på Jorden gennem lang tid. Præcise definitioner af udtrykket er omdiskuterede og veksler med litteratur, sammenhæng og tid. Bæredygtighed anses ofte for at have tre aspekter (eller søjler): en miljømæssig, en økonomisk og en social , og mange artikler understreger det miljømæssige aspekt. Almindeligvis fokuserer bæredygtighedsbegrebet på at imødegå store miljøproblemer, herunder klimaændringer, tab af biodiversitet, tab af økosystemer, jordforringelse og luft- og vandforurening. En bæredygtig tilgang kan være en rettesnor for beslutninger på globalt, nationalt og individuelt niveau (f.eks. bæredygtig livsstil). Et beslægtet begreb er bæredygtig udvikling, og begreberne bruges ofte synonymt. UNESCO skelner mellem de to på denne måde: "Bæredygtighed opfattes ofte som et langsigtet mål (dvs. hvordan man opnår en mere bæredygtig verden), mens bæredygtig udvikling refererer til de mange processer og måder at nå dette mål."
Det økonomiske aspekt af bæredygtighed er kontroversielt. Forskere skelner her mellem begreberne svag og stærk bæredygtighed; for eksempel er det svært at forene forestillingerne om "velfærd og velstand for alle" med miljøbevarelse,  så afvejninger er nødvendige. Tilgange, der afkobler økonomisk vækst fra miljøforringelse, ville være ønskelige, men de er svære at virkeliggøre. 
Det er svært at måle bæredygtighed, for der skal både tages hensyn til miljømæssige, sociale og økonomiske aspekter. Målemetoderne udvikler sig. I øjeblikket omfatter de certificeringssystemer, typer af virksomhedsregnskaber og typer af indeks.
Der findes mange hindringer for at gøre en bæredygtig overgang mulig. :34  Nogle hindringer vedrører naturen og dens kompleksitet. Andre hindringer er ikke direkte relateret til bæredygtighedsbegrebet. De kan f.eks. skyldes de dominerende institutionelle rammer i de forskellige lande.
Der er mange måder at omstille sig til miljømæssig bæredygtighed. Disse omfatter fx at man opretter økosystemtjenester, bestræber sig på at mindske madspild og omlægge sin kost i retning af plantebaserede fødevarer. Ikke uvæsentligt er det også at formindske befolkningstilvæksten ved at mindske fertilitetsraterne. Andre måder er at fremme nye grønne teknologier og overgå til vedvarende energikilder og udfase brug af fossile brændstoffer. FN vedtog målene for bæredygtig udvikling (SDG'er) i 2015. Disse sætter en global dagsorden for bæredygtig udvikling med en deadline til 2030.
Man kan overvinde hindringer for bæredygtig udvikling ved at lade være med at sammenkæde økonomisk vækst og miljøbevarelse. Herved bruges færre ressourcer pr. fremstillet enhed, samtidig med at økonomien vokser. Dette afbøder den økonomiske væksts miljøpåvirkningen, fx forurening. Men at gøre dette er svært. Nogle eksperter siger, at der ikke er beviser for, at det sker i det nødvendige omfang. Globale problemer er svære at tackle, da de forudsætter globale løsninger. Organisationer som FN og WTO er dårlige til at håndhæve de nuværende globale regler. En årsag til dette er manglen på passende sanktionsmekanismer. :135–145 Det er ikke kun regeringer, som kan handle mht. bæredygtighed. Erhvervsgrupper prøver at integrere økologiske hensyn med økonomisk aktivitet.  Religiøse ledere har understreget behovet for at passe på naturen og miljøet. Enkeltpersoner kan også leve på en mere bæredygtig måde.
Begrebet bæredygtighed er genstand for kritik. Dels fremføres, at begrebet er vagt og egentlig kun et buzzword. Dels mener man, bæredygtighed kan være et umuligt mål. Nogle eksperter har påpeget, at "intet land leverer, hvad dets borgere har brug for uden at overskride planetens biofysiske grænser". : 

## Definition
Bæredygtighed kan opfattes som udtryk for en teknologis eller en kulturs slid på naturgrundlaget. I princippet kan man forestille sig, at jæger- og samlerkulturer kan udnytte naturen med 100% bæredygtighed. I den modsatte ende af skalaen findes teknologier og kulturer, som nedslider naturen i en grad, så de hele tiden må flytte for at finde nye ressourcer. Som eksempler kan man nævne guldudvinding (ved hjælp af flussyre) eller masseturisme.
Bæredygtighed er også en økonomisk, social, etisk og økologisk synsvinkel, der er ret kontroversiel. Ifølge den er det hensigten at strukturere civilisation og menneskelig aktivitet på en måde, så man på den ene side kan efterkomme samfundets og borgernes behov og udfoldelsestrang i nutiden, mens man på den anden side bevarer biodiversitet og de naturlige økosystemer. Hele ideen om bæredygtighed er baseret på at reducere klimapåvirkningerne og sikre en mere effektiv ressourceudnyttelse. Planlægning og handling skal have som mål at bevare disse idealer ind i al fremtid. Bæredygtighed berører derfor alle niveauer fra det lokale kvarter til kloden i sin helhed.
Udtrykt på en mere enkel måde vil bæredygtighed skabe de bedst mulige betingelser for mennesker og miljø både nu og i den fjerne fremtid. Med ordene fra Brundtlandrapporten fra 1987 er bæredygtighed det, som "skaffer menneskene og miljøet det bedste uden at skade fremtidige generationers mulighed for at dække deres behov". Det svarer meget godt til irokeserføderationens filosofi, der pålægger høvdinge, at de altid skal overveje virkningerne af deres handlinger for fremtidens efterkommere i syvende led.[kilde mangler]
Det oprindelige udtryk var "bæredygtig udvikling", et begreb som blev anvendt af Agenda 21-programmet under FN. Nogle protesterer nu mod udtrykket som paraplybegreb, fordi det antyder fortsat udvikling, og de kræver, at det kun bruges om udviklingsprojekter. ”Bæredygtighed” er derfor det anvendte paraplybegreb om menneskelig aktivitet i bred forstand.[kilde mangler]
Inden for økonomi er bæredygtig vækst små forøgelser i realindkomsten (justeret for ændringer i inflationsraten), som kan fastholdes over lange tidsrum.[kilde mangler]

## Historie
Det moderne begreb "økologisk bæredygtighed" kom i brug efter 2. verdenskrig, da et utopisk syn på teknologien som drivkraft for økonomien gav efter for den opfattelse, at miljøkvalitet er tæt forbundet med økonomisk udvikling. Interessen for dette emne voksede brat som følge af miljøbevægelserne i 1960'erne. Det var også på det tidspunkt, at der blev udgivet bøger som Silent Spring af Rachel Carson og Population Bomb af Paul Ehrlich.
Der er to forbundne tankesæt, som drejer sig om økologisk bæredygtighed. Romklubben, som er en gruppe af europæiske økonomer og naturvidenskabsfolk, blev grundlagt i 1968, og i 1972 udgav de Limits to Growth, seneste opdatering 2004 ved Donella H. Meadows, Dennis L. Meadows og Jorgen Randers. Selv om mange afviste bogen, forudsagde den alvorlige konsekvenser, fordi ressourcerne var ved at være opbrugte, og den foreslog som en mulighed, at man skulle opgive økonomiske udvikling. Worldwatch Institute var blandt de grupper, som gik ind for den grundlæggende forudsætning, at økonomien voksede for hurtigt, og at ressourcerne var ved at være knappe. En række andre grupper var mindre indstillede på befolkningsbegrænsning og opbremsning af økonomien og søgte i stedet at styre udviklingen ved hjælp af miljøstandarder og lovindgreb.[kilde mangler]

## Begreber og emner
Et af de helt afgørende problemer for bæredygtighed er overbefolkning. Flere undersøgelser antyder, at den nuværende befolkning på over 7 milliarder allerede er for stor til, at man kan fastholde en bæredygtig udvikling. En række organisationer arbejder for at nedsætte tempoet i befolkningstilvæksten, men mange frygter, at det allerede er for sent.[kilde mangler]
Kritikerne frygter, at forsøgene på at begrænse befolkningstilvæksten kan føre til overtrædelse af menneskerettighederne i form af tvungen sterilisation og udsættelse af uønskede børn. Nogle menneskerettighedsforkæmpere henviser til, at dette allerede sker i Kina som en følge af målsætningen om to børn pr. familie.[kilde mangler]
FN's Fødevare- og Landbrugsorganisation, (FAO) kom med følgende iagttagelser, da man blev pålagt ansvaret for at rapportere om fremskridt ved iværksættelse af fire kapitler i Agenda 21 (jord, skove, bjerge og bæredygtigt landbrug forbundet med udvikling af landområder):[kilde mangler]
"Bæredygtighed berører et af de mest grundlæggende spørgsmål i forbindelse med teknisk samarbejde: Bliver det slutbrugerne, som vedligeholder og udbygger de goder og resultater, som opnås gennem projektet, og vil det blive baseret på deres eget engagement og deres egne ressourcer, også når den fremmede hjælp ophører? Spørgsmålet rummer hentydninger til problemer for de målgrupper, der er udvalgt efter deres evne til at vedligeholde resultaterne, angående accept og brug af projektets resultater. Desuden antydes det væsentlige i, at det institutionelle og politiske miljø gør dette muligt for slutbrugerne."

### Forskellige slags bæredygtighed
- Institutionel bæredygtighed: dvs. kan den styrkede, institutionelle struktur fortsætte med at skaffe slutbrugerne resultater af det tekniske samarbejde? Resultaterne er f.eks. ikke bæredygtige, hvis planlæggerne ophører med at have kontakt til topledelsen, når det tekniske samarbejde er slut, eller hvis de ikke får tilstrækkelige midler til en effektiv indsats, efter at det tekniske samarbejde er slut.[kilde mangler]

- Økonomisk og finansiel bæredygtighed: dvs. kan resultaterne af det tekniske samarbejde fortsætte med at give økonomisk overskud, efter at man har trukket den tekniske hjælp tilbage? Den gunstige virkning af nye afgrøder er f.eks. ikke bæredygtig, hvis hindringer for markedsføring af afgrøderne ikke bliver fjernet. Tilsvarende kan den økonomiske (i forhold til den finansielle) bæredygtighed være i fare, hvis slutbrugerne fortsætter med at være afhængige af kraftigt støttede aktiviteter og tilskud.[kilde mangler]

- Bæredygtigt design: dvs. at design og bæredygtighed tænkes sammen som grundlaget for de produkter, der kommer ud af designprocessen.[kilde mangler]